# Supercoppa del Giappone 2023
La Supercoppa del Giappone 2023 si è disputata l'11 febbraio 2023 allo Stadio nazionale del Giappone di Tokyo e ha visto sfidarsi gli Yokohama F·Marinos, vincitori della J1 League 2022, e il Ventforet Kofu, sorprendente vincitore della Coppa dell'Imperatore 2022.
A conquistare il trofeo sono stati gli Yokohama F·Marinos, che sono riusciti a conquistare il primo trofeo nella loro storia, grazie alle reti di Élber e Takuma Nishimura.
L'arbitro dell'incontro è stato il signor Yūsuke Araki.

## Tabellino
| Arbitro: | Yūsuke Araki |

|                         |           |           |
| Élber 30’ Nishimura 61’ | Marcatori | 44’ Utaka |

| Yokohama F・Marinos | Ventforet Kofu |

| P               | 50 | Powell Obinna Obi   |     |       |
| D               | 15 | Takumi Kamijima     |     |       |
| D               | 4  | Shinnosuke Hatanaka |     |       |
| D               | 33 | Ryōtarō Tsunoda     |     |       |
| D               | 2  | Katsuya Nagato      |     | 83’   |
| C               | 8  | Takuya Kida         |     | 84’   |
| C               | 6  | Kōta Watanabe       |     |       |
| C               | 30 | Takuma Nishimura    |     | 67’   |
| C               | 18 | Kōta Mizunuma       |     | 67’   |
| C               | 11 | Anderson Lopes      | 85’ | 90+6’ |
| A               | 7  | Élber               |     |       |
| A disposizione: |    |                     |     |       |
| P               | 31 | Fuma Shirasaka      |     |       |
| D               | 5  | Eduardo             |     |       |
| C               | 10 | Marcos Júnior       |     | 67’   |
| C               | 16 | Joel Chima Fujita   |     | 84’   |
| C               | 28 | Riku Yamane         |     |       |
| A               | 14 | Asahi Uenaka        |     | 90+6’ |
| A               | 20 | Yan Matheus         |     | 67’   |
| Allenatore:     |    |                     |     |       |
| Kevin Muscat    |    |                     |     |       |

|                   |    |                    |  |     |
|                   |    |                    |  |     |
| P                 | 1  | Kōhei Kawata       |  |     |
| D                 | 2  | Hidehiro Sugai     |  |     |
| D                 | 4  | Hideomi Yamamoto   |  |     |
| D                 | 40 | Eduardo Mancha     |  |     |
| D                 | 13 | Sōta Miura         |  |     |
| C                 | 24 | Nagi Matsumoto     |  |     |
| C                 | 26 | Kazuhiro Satō      |  | 81’ |
| C                 | 18 | Yoshiki Torikai    |  | 71’ |
| C                 | 10 | Motoki Hasegawa    |  |     |
| C                 | 28 | Hayata Mizuno      |  | 60’ |
| A                 | 99 | Peter Utaka        |  |     |
| A disposizione:   |    |                    |  |     |
| P                 | 21 | Tsubasa Shibuya    |  |     |
| D                 | 23 | Masahiro Sekiguchi |  |     |
| D                 | 49 | Shion Inoue        |  |     |
| C                 | 8  | Kōsuke Taketomi    |  | 81’ |
| C                 | 17 | Manato Shinada     |  |     |
| A                 | 9  | Kazushi Mitsuhira  |  | 71’ |
| A                 | 77 | Getúlio            |  | 60’ |
| Allenatore:       |    |                    |  |     |
| Yoshiyuki Shinoda |    |                    |  |     |